# Margarita Manso
Margarita Manso Robledo (Valladolid, 24 de noviembre de 1908 - Madrid, 28 de noviembre de 1960) fue una pintora española de la generación del 27 y miembro del grupo conocido como Las sinsombrero.

## Trayectoria
Su familia se instaló en Madrid, donde su madre instaló un taller de costura. Ingresó como estudiante en la Academia de San Fernando de Madrid, donde tuvo como profesor a Julio Romero de Torres, que la retrató dos veces. En la Academia también estudiaban Maruja Mallo, con quien mantuvo gran amistad, y Salvador Dalí. Su carácter transgresor la afianzó en los ambientes intelectuales de la capital. Perteneció al grupo íntimo de Mallo, Federico García Lorca, quien le dedicó su romance Muerto de amor de su Romancero gitano y Salvador Dalí. Es famosa la anécdota de la visita del grupo de amigos al monasterio de Santo Domingo de Silos. Como la entrada estaba vedada para las mujeres, Mallo y Manso decidieron disfrazarse de hombres y así pudieron visitar el cenobio.
El nombre de Las sinsombrero, con el que se conoce a las mujeres olvidadas de la  generación del 27,  proviene de la anécdota que protagonizaron Maruja Mallo, Margarita Manso, Salvador Dalí y Federico García Lorca que, para transgredir la costumbre de llevar la cabeza cubierta, se quitaron el sombrero en medio de la Puerta del Sol ante el enfado y el asombro de los transeúntes.
Se casó en diciembre de 1933 con el escenógrafo de La Barraca y pintor Alfonso Ponce de León, que había sido su compañero de estudios en la Academia de San Fernando y quien la retrató. Ponce de León se afilió a Falange Española y murió asesinado en Madrid al comienzo de la guerra civil española.
Salió de España, huyendo de la guerra, pero volvió en 1938 instalándose en Burgos. Allí conoció a Dionisio Ridruejo, con quien colaboró diseñando carteles y decorados para su grupo teatral. Se casó en 1940 con el endocrino Enrique Conde Gargollo, un hombre afín a la dictadura. Tuvieron tres hijos.
Manso se volvió una mujer devota y falangista. El resto de su vida escondió su pasado, su íntima amistad y sus vivencias con Lorca, Dalí y Mallo, y sus sueños de cambiar el mundo. Murió en 1960, con cincuenta y un años de edad, de un cáncer de mama.